# Nora Wompi
Nora (Nungurrayi) Wompi (* 1935 in Lilbaru, Western Australia; † Dezember 2017 in Port Hedland) war eine Aborigines-Künstlerin.

## Leben
Nora Wompi lebte seit ihrer Geburt in der Großen Sandwüste. Um dem harten nomadischen Leben in jener Zeit zu entfliehen, ging sie mit ihrer Mutter in die Aborigines-Missionsstation bei Balgo. Sie arbeitete dort in der Bäckerei und pflegte Ziegen.

## Malerei
Nora Wompi beschäftigte sich ab 1988 mit Malerei. Sie lebte zu dieser Zeit in Balgo und lernte dort ihren Mann kennen, mit dem sie gemeinsam Werke erstellte. Dies ist für Künstler der Aborigines in Balgo durchaus üblich. Bis zum Tod ihres Mannes lebten sie zeitweise gemeinsam in Fitzroy Crossing. Danach kehrte Wompi auf Dauer nach Balgo zurück, wo es eine große Künstlergemeinschaft der Aborigines gibt. 1990 wurden ihre Arbeiten in der ersten gemeinschaftlichen Ausstellung der Warlayirti Artists Group und 1991 in der Baudoin Lebon Gallery in Paris ausgestellt. 2002 fand eine Einzelausstellung ihrer Arbeiten in Darwin statt.